# BLACK OR WHITE?
「BLACK OR WHITE?」（ブラック・オア・ホワイト）は1995年5月25日にリリースされた浅倉大介のシングル。名義は浅倉大介 expd. 西川貴教（あさくら だいすけ エキスパンデッド にしかわ たかのり）。発売元はファンハウス。

## 概要
3rdアルバム『ELECTROMANCER』のリードシングル3作の2作目。
expd.(expanded)とは「その人によって拡張された」という意味を持たせた。
ゲストボーカルに西川貴教を起用した。
累計売上は11.6万枚（後述の再発盤を含む）。
浅倉は、この曲を機にT.M.Revolutionを始動させ、そのトータル・プロデュースを手掛ける。タイトル曲、カップリング曲ともに3rdアルバム『ELECTROMANCER』にL.A. MIXとして収録。また、タイトル曲はT.M.Revolution名義で2度リアレンジしており、アルバム『MAKES REVOLUTION』にMATT Mixとして収録されているほか、「BLACK OR WHITE? version 3」として同名シングルに収録されている。
1997年11月21日にはジャケットデザインを変えた再発盤がリリースされた。

## 収録曲
1. BLACK OR WHITE?
  - 作詞：井上秋緒　作曲・編曲：浅倉大介
  - インディーズを含めてバンド活動をしていた西川を「ビート感・グルーヴ感がぴったりだった」という理由で採用した[2]。
  - 歌詞は「プラスとマイナス・勝利と敗北等、相反するもの」をテーマにした[2]。
2. ATLANTIC WEAVE
  - 作曲・編曲：浅倉大介
  - 楽曲は「巨大なサイバースペース・コンピューターに人間の意識が入り込み、コンピューターが人間の細胞と同じ作りになっていく」風景をイメージした[2]。
3. BLACK OR WHITE? (Instrumental Mix)